# Life Begins at Eight-Thirty
Life Begins at Eight-Thirty è un film del 1942, diretto da Irving Pichel.

## Trama
Sono ormai otto anni che il grande attore teatrale newyorchese Madden Thomas non calca le scene, a causa dell'acuirsi della sua dipendenza dall'alcol. Egli vive con la figlia ventiseienne Kathy, che per tutto questo tempo si è prodigata amorevolmente per lui, sentendo di essergli indispensabile. La madre di Kathy è morta poco dopo averla data alla luce.
Nello stesso stabile in cui abitano si è stabilito di recente il giovane compositore Robert Carter, nipote della ex-attrice Alma Lothian, una vecchia conoscenza di Madden ed adoratrice delle sue capacità attoriali, che tuttavia Madden ha sempre trattato con disprezzo. Robert fa amicizia con Kathy, e la fa riflettere sulle sue condizioni di vita, legate indissolubilmente al padre, al punto da aver lasciato da parte – se ve ne fossero – i sogni e le speranze per se stessa. Il sogno più grande – racconta Kathy a Robert – era sempre stato quello di avere un bambino, ma ci ha rinunciato temendo che l'eventuale nascituro avrebbe potuto ereditare da lei la malformazione (Kathy era leggermente claudicante) che ella credeva essere congenita.
È sempre Robert a trovare, per Madden, una piccola parte in un'opera teatrale per la quale egli stava scrivendo le musiche. Sorge la speranza che Madden possa rientrare in carriera e riguadagnare la salute, in particolare quando il produttore Sid Gordon, altro amico di lunga data dell'attore, avendolo visto tornare sul palcoscenico, gli aveva proposto la parte di protagonista nel Re Lear che stava allestendo.
Robert, facendo indagini, scopre che la malformazione di cui soffre Kathy non è affatto ereditaria, ma è stata provocata da una caduta che Madden, ubriaco, aveva fatto mentre teneva in braccio sua figlia di pochi mesi: nessun timore quindi per la progenie della donna. A questo punto Robert chiede a Kathy di sposarlo, e lei accetta: si sarebbero trasferiti a Hollywood, dove Robert aveva ottenuto un allettante contratto presso uno studio cinematografico. Anche Alma, inaspettatamente, chiede a Madden se vuole sposarla, e viene rifiutata con la consueta alterigia. Kathy decide di non dire nulla al padre, per non deconcentrarlo, dei progettati matrimonio e trasferimento, se non dopo la prima dell'opera shakespeariana, prevista per quella sera, alle 8.30.
Ma Madden apprende delle decisioni della figlia in modo fortuito. Arriva al teatro completamente ubriaco, e la rappresentazione deve essere sospesa. Il giorno dopo – previsto per la partenza di Robert e Kathy – Madden ha modo di udire una conversazione fra Robert e sua figlia: la donna non se la sente di lasciare da solo il padre. I progetti saltano, Robert si allontana a malincuore e va a cambiare le prenotazioni ferroviarie, Kathy si accascia in lacrime sul divano.
Madden, dopo aver lasciato in camera propria un laconico bigliettino per la figlia, sul quale le consigliava di partire con Robert, e dopo un bucchierino di sherry, lascia non visto l'appartamento, si reca da Alma e ne accetta la proposta di matrimonio.